# Кубок Болгарії з футболу 2009—2010
Кубок Болгарії з футболу 2009—2010 — 70-й розіграш кубкового футбольного турніру в Болгарії. Титул вперше здобув Бероє.

## Календар
| Раунд            | Дата                          | Матчі | Клуби   |
| ---------------- | ----------------------------- | ----- | ------- |
| Попередній раунд | 30 вересня - 8 жовтня 2009    | 3     | 51 → 48 |
| Перший раунд     | 20-21 жовтня 2009             | 16    | 48 → 32 |
| 1/16 фіналу      | 24 листопада - 10 грудня 2009 | 16    | 32 → 16 |
| 1/8 фіналу       | 12-13 грудня 2009             | 8     | 16 → 8  |
| 1/4 фіналу       | 31 березня 2010               | 4     | 8 → 4   |
| 1/2 фіналу       | 28 квітня 2010                | 2     | 4 → 2   |
| Фінал            | 5 травня 2010                 | 1     | 2 → 1   |

## 1/16 фіналу
| Команда 1                 | Рахунок      | Команда 2                |
| ------------------------- | ------------ | ------------------------ |
| 24 листопада 2009         |              |                          |
| Слівен                    | 1:0          | Пірін (Благоєвград)      |
| 25 листопада 2009         |              |                          |
| Ботев (Враца) (2)         | 2:0          | Чорноморець (Балчик) (2) |
| Чорноморець (Поморіє) (2) | 3:0          | Дунав (2)                |
| Віхрен (2)                | 0:0 пен. 3:4 | Славія                   |
| Марек (2)                 | 2:0          | Беліте Орлі (2)          |
| Свиленград 1921 (2)       | 0:1          | ЦСКА                     |
| Рильський спортіст (2)    | 0:2          | Чавдар (Єтрополе) (2)    |
| Локомотив (Софія)         | 2:1          | Ботев (Пловдив)          |
| Каліакра (2)              | 2:0          | Локомотив (Пловдив)      |
| Локомотив (Мездра)        | 3:0          | Спортіст (Своге)         |
| Мариця (Пловдив) (3)      | 3:1          | Міньор (Раднево) (2)     |
| Чорноморець (Бургас)      | 0:2          | Черно море               |
| 2 грудня 2009             |              |                          |
| Септемврі (Сімітлі) (2)   | 0:0 пен. 4:5 | Міньор (Перник)          |
| 3 грудня 2009             |              |                          |
| Пирин (Гоце Делчев) (2)   | 0:4          | Литекс                   |
| 9 грудня 2009             |              |                          |
| Брестник (2)              | 0:2          | Левскі                   |
| Монтана                   | 0:1          | Бероє                    |

## 1/8 фіналу
| Команда 1                 | Рахунок | Команда 2             |
| ------------------------- | ------- | --------------------- |
| 12 грудня 2009            |         |                       |
| Марек (2)                 | 1:2     | Каліакра (2)          |
| Міньор (Перник)           | 1:0     | Слівен                |
| Чорноморець (Поморіє) (2) | 1:0     | Ботев (Враца) (2)     |
| Локомотив (Софія)         | 1:2     | Славія                |
| Мариця (Пловдив) (3)      | 0:1 дч  | Чавдар (Єтрополе) (2) |
| ЦСКА                      | 1:0     | Литекс                |
| 13 грудня 2009            |         |                       |
| Локомотив (Мездра)        | 0:3     | Бероє                 |
| Черно море                | 4:1     | Левскі                |

## 1/4 фіналу
| Команда 1                 | Рахунок      | Команда 2       |
| ------------------------- | ------------ | --------------- |
| 31 березня 2010           |              |                 |
| Чорноморець (Поморіє) (2) | 2:0          | Міньор (Перник) |
| Бероє                     | 1:0          | ЦСКА            |
| Чавдар (Єтрополе) (2)     | 0:0 пен. 4:2 | Славія          |
| Каліакра (2)              | 0:0 пен. 3:2 | Черно море      |

## 1/2 фіналу
| Команда 1                 | Рахунок      | Команда 2    |
| ------------------------- | ------------ | ------------ |
| 28 квітня 2010            |              |              |
| Чорноморець (Поморіє) (2) | 1:1 пен. 3:0 | Каліакра (2) |
| Чавдар (Єтрополе) (2)     | 0:1          | Бероє        |

## Фінал
| 5 травня 2010 18:00 (EEST) |

| Чорноморець (Поморіє) (2) | 0:1      | Бероє          |
| ------------------------- | -------- | -------------- |
|                           | Протокол | Атанасов 90+2' |

| Стадіон «Ловеч», Ловеч Глядачів: 4 500 Арбітр: Ніколай Йорданов |